# Lausitzer Bergland
Lausitzer Bergland er en lav bakket bjergkæde i den østlige del af Tyskland og i Tjekkiet. De ligger i Lausitz i Sachsen mellem Sachsiske Schweiz i vest og Neisse i øst. I syd går de over i Lausitzer Gebirge, hvor Zittauer Gebirge ofte regnes for en del af Lausitzer Bergland. Šluknov Hook i Tjekkiet bliver også nogle gange regnet for en del af bjergkæden.
Lausitzer Bergland er et kendt turistområde som er vist i flere film. Det er kendt for sine smukke landskaber og pittoreske byer med kirker i barokstil og træhuse. 
Populære turistbyer i området er Schirgiswalde, kendt for karnevallet i Lausitz, Šluknov med den kendte botaniske have, og Rumburk med et bycentrum fra middelalderen. Andre byer er Ebersbach, Großschönau, Sohland an der Spree, Kirschau, Crostau og Wehrsdorf.
51°04′30″N 14°16′41″Ø / 51.075°N 14.278°Ø